# Gavro Vuković
Gavro Vuković (cirílico serbio: Гавро Вуковић), también conocido como Vojvoda Gavro (Војвода Гавро), fue un jurista, senador del Principado de Montenegro, comandante militar, político y escritor yugoslavo.

## Biografía
Gavro Vuković era hijo del senador, héroe y jefe montenegrino Miljan Vukov Vešović del clan Vasojević, una tribu serbia en el nordeste de Montenegro (en ese momento conocido como "Montenegro y las colinas"). Tomó su apellido Vuković en honor a su abuelo Vuko. Su hermano Todor (1853-1886) fue comandante de la brigada Alto Vasojevići-Lijeva Rijeka.
Asistió a la escuela primaria en el monasterio ortodoxo serbio Đurđevi Stupovi (Berane) y en Cetiña. Asistió a la escuela secundaria en Niza y se graduó en 1869 en Belgrado. Se graduó en la Facultad de Derecho de la Universidad de Belgrado en 1873 y fue el primer montenegrino en alcanzar ese grado de educación. Después de regresar a Montenegro, ocupó altos cargos en el gobierno. Se convirtió en Secretario del Senado en 1874 y posteriormente en miembro del Tribunal Superior. Después de participar en la guerra montenegrino-otomana (1876-1878), emprendió altas misiones diplomáticas tras el Congreso de Berlín y por ello fue nombrado embajador de Montenegro en Estambul, capital del Imperio Otomano (la actual Turquía). Gavro se convirtió en ministro de Asuntos Exteriores del Principado de Montenegro en octubre de 1899 y ocupó ese cargo hasta diciembre de 1905. De 1906 a 1908 fue presidente del Senado Nacional y fue elegido dos veces diputado al Parlamento, en 1906 y 1914. En el Reino de los Serbios, Croatas y Eslovenos fue miembro del Partido Federalista de Montenegro y ocupó nuevamente el cargo de embajador en Estambul. Fue enterrado junto al monasterio Djurdjevi Stupovi, en las cercanías de Berane.